# 湯沢市立川連小学校
湯沢市立川連小学校（ゆざわしりつ かわつらしょうがっこう）は、秋田県湯沢市川連町にかつて存在した公立小学校。
2022年（令和4年）3月に湯沢市立稲川小学校に統合され閉校した。稲川小学校は、本校の他に三梨小学校、稲庭小学校、駒形小学校が統合して新しくできた学校である。本校の校舎を活用して設置された。

## 教育目標

### 校訓
現在の校訓は2代目（1985年 - ）で、初代（1937年 - 1984年）の校訓より小学生に向いた簡単な言葉が採用された。
- 初代： 「敬愛」 「健康」 「勤勉」
- 2代目： 「にこにこ」 「きびきび」 「どんどん」

## 沿革
以下、注釈の無い項目は学校の公式サイトの情報によるもの。
- 1876年 - 「川連学校」として開校。
- 1889年 - 「川連尋常小学校」と改称。
- 1905年 - 校舎を新築。
- 1932年 - 現在地に校舎を新築。
- 1941年 - 「川連国民学校」と改称。
- 1947年 - 「川連町立川連小学校」と改称。
- 1952年 - 併設されていた古四王中学校川連教場が移転し独立。
- 1956年9月30日 - 町村合併に伴い、「稲庭川連町立川連小学校」と改称。同時に現在の校歌、校章も制定。
- 1966年4月30日 - 町名変更に伴い、「稲川町立川連小学校」と改称。
- 1968年 - 鉄筋コンクリート3階建ての新校舎が竣工。
- 1989年 - 校庭を拡張。
- 2001年 - 新校舎が竣工。
- 2005年 - 市町村合併に伴い、「湯沢市立川連小学校」と改称。
- 2021年 - 閉校式挙行。
- 2022年3月31日 - 閉校[3]。

## 校歌
- 作詞：酒井義一
- 作曲：小野崎孝輔

## 周辺

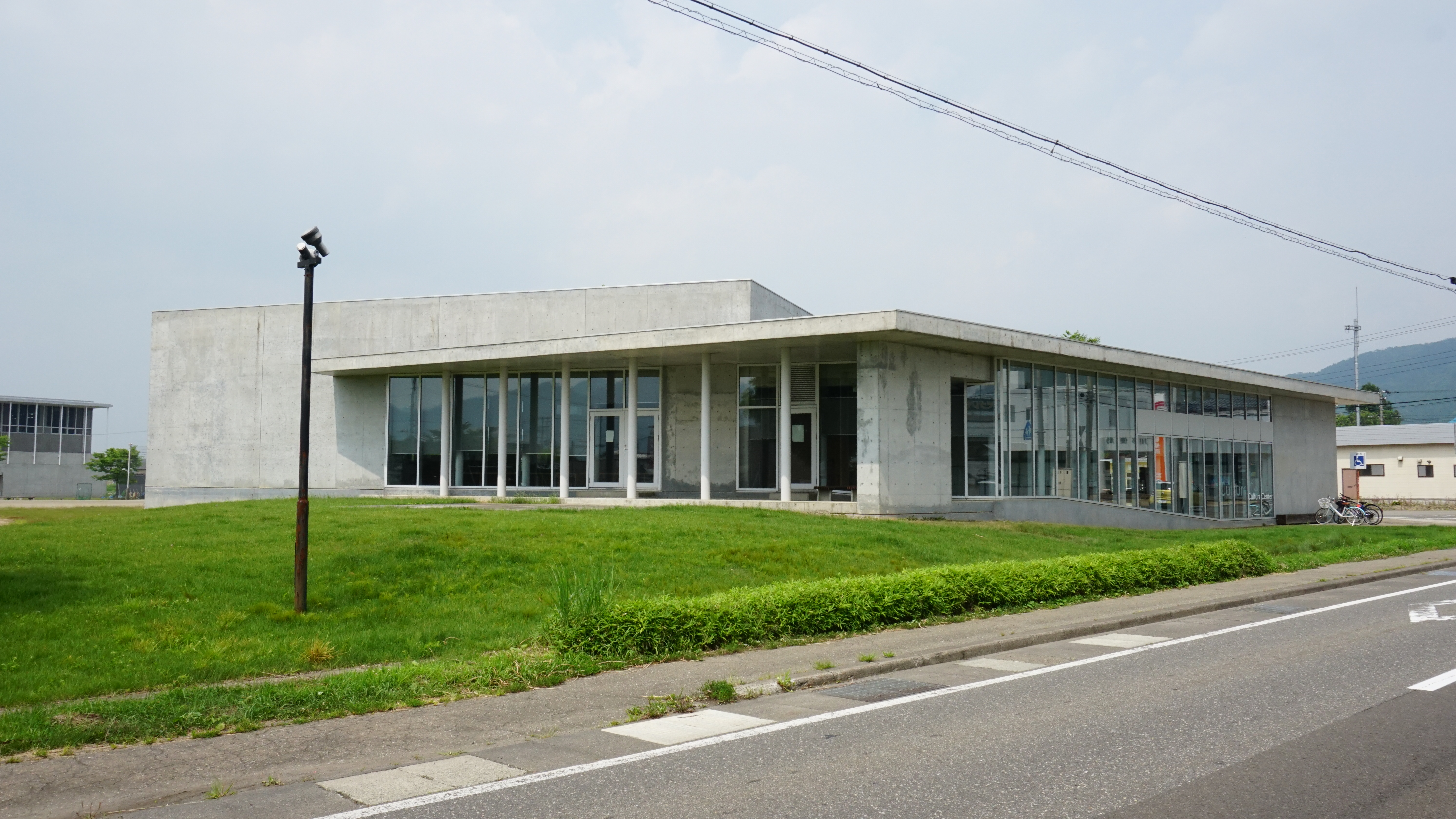
稲川カルチャーセンター

- 国道398号
- 稲川カルチャーセンター（同一敷地内）
- 稲川郵便局
- 北都銀行 稲川支店
- 羽後信用金庫 稲川支店
- ビフレ 稲川店
- セブン-イレブン 湯沢川連町店